# Joseph Seconda
Johann Christian Joseph Seconda (* 17. Mai 1761 in Dresden; † 14. Juni 1820 in Leipzig) war ein deutscher Prinzipal einer reisenden Operngesellschaft und Schauspieler.

## Leben
Joseph Seconda war der jüngere Bruder von Franz Seconda, beider Eltern waren der aus Italien zugewanderte Delikatesswarenhändler Francesco Maria Seconda (1725–1773) und dessen Frau Sophia Dorothea, geb. Krampe (1729–1809).
Über die frühen Jahre Secondas ist wenig bekannt. 24-jährig trat Joseph Seconda erstmals und möglicherweise kurz am Hamburger Theater (bis Sommer 1785, unter Johann Christian Brandes) sowie eventuell im Herbst bei Catharina Opitz im Bautzener Theater auf.
1786 übernahm er einen Teil des Dresdner Hofschauspiels von Pasquale Bondini, das er bis 1817 als Prinzipal leitete. Diese Theatertruppe (überwiegend Operngesellschaft, sogenannte Deutsche Operngesellschaft, auch Deutsche Schauspieler-Gesellschaft) spielte vorwiegend im Wechsel in Leipzig (1788–1796, 1800–1806, 1810–1817) und Dresden (1787, 1790–1807, 1809–1816). Ab 1788 arbeitete er eng mit seinem Bruder Franz Seconda zusammen, der nach Bondini das Dresdner Hofschauspiel übernahm. Beide führten das Privileg Bondinis weiter, der zur Zeit des bayerischen Erbfolgekriegs als Entschädigung für die in Dresden ausfallenden Vorstellungen auch in Leipzig spielen durfte. Während der kriegsbedingten Spielausfälle 1807 bis 1809 kam es zu einer erneuten Kooperation mit dem Bautzener Theater, u. a. unter Friedrich Nitzschke.
Zum Repertoire der Gesellschaft gehörten fast ausschließlich Opern, beispielsweise Werke von Luigi Cherubini, Ferdinando Paër und Wolfgang Amadeus Mozart, wie etwa Don Giovanni, Figaros Hochzeit und Die Entführung aus dem Serail, aber auch Das unterbrochene Opferfest und Carl Maria von Webers Silvana und Der Onkel aus Amsterdam nach Cimarosa.
Auftreten durfte die Deutsche Operngesellschaft in Dresden allerdings nur in dem kleinen Theater außerhalb des Schwarzen Thors am Linke’schen Bade. Im Widerstreit zwischen deutscher und italienischer Oper war es keinem Musiker der Hofkapelle bzw. Hofoper unter Francesco Morlacchi gestattet, bei Joseph Seconda aufzutreten. Diese Einschränkungen bewirkten, dass die deutsche Oper erst mit Carl Maria von Weber ab 1817 in Dresden zum Durchbruch kam.
Im Februar 1813 erhielt E. T. A. Hoffmann das Angebot, die Musikdirektorenstelle bei der zwischen Leipzig und Dresden pendelnden Seconda’schen Truppe zu übernehmen. Für diese Position hatte sich Hoffmann bereits 1810 bei einer Neuorganisation der Gesellschaft beworben. Mitte März 1813 bestätigte Seconda den Kontrakt mit Hoffmann, der daraufhin zunächst nach Dresden reiste. Die Stadt war zu jener Zeit jedoch von französischen Truppen besetzt und lag im Zentrum des Kriegsgeschehens der Befreiungskriege gegen Napoleon. Seconda war deswegen in Leipzig geblieben und rief Hoffmann zu sich. Als bis Mitte August 1813 ein Waffenstillstand ausgerufen wurde, erhielt Seconda doch noch eine Spielerlaubnis für Dresden. Allerdings befand sich der übliche Spielort, das Theater am Lincke’schen Bad, außerhalb der Verschanzungen um Dresden und war zudem unter der französischen Besatzung den Aufführungen des Théâtre Français vorbehalten. Durch Vermittlung seines Bruders Franz erhielt Joseph deshalb die Erlaubnis, im Dresdner Hoftheater zu spielen. Dort wechselte sich die Operngesellschaft mit Italienern und Franzosen ab. Im Winter 1813/14 veranstaltete er wiederum in Leipzig Opernaufführungen. Als es zu zunehmenden Differenzen mit Hoffmann kam, kündigte Seconda ihm bereits im Februar 1814 die Stelle wieder. In seinem dramatischen Fragment „Blandina“ soll Hoffmann ein Porträt Secondas entworfen haben.
Nach den Befreiungskriegen nahm Seconda den regulären Spielbetrieb zwischen Dresden und Leipzig wieder auf, auf Hoffmann folgte 1814 Carl Friedrich Ebers als Kapellmeister. 1816 übernahm Friedrich Christian Hermann Uber diese Stelle.
Secondas Gesellschaft bildete bei ihrer Auflösung 1817 den personellen Grundstock des Leipziger Stadttheaters unter Direktor Karl Theodor von Küstner. Seconda war an diesem Theater noch als Kassierer tätig. 1817 bis 1820 wohnte Seconda in Leipzig im Haus Am Mühlgraben Nr. 1057.

## Familie
Joseph Seconda war dreimal verheiratet: In erster Ehe ab 1782 mit Benedicta Elisabeth Jenik (1745–1791), nach deren Tod in zweiter Ehe 1792 mit Sophia Louise Isabella Charlotte Cordemann (1771–1795) und nach deren Tod ab 1800 mit Juliane Friederike Fuhrmann. Aus der letzten Verbindung gingen u. a. zwei Töchter hervor, die später als Schauspielerinnen, auch in der Gesellschaft ihres Vaters, tätig waren: Caroline Antonie Friederike (Antonie, getauft am 26. Mai 1802 in Dresden, am 24. April 1822 verheiratet mit dem Schauspieler Georg Heinrich Metzner, gestorben am 28. Juni 1888 in Dresden) und Sophie Dorothea Ernestina (Sophie, getauft am 13. Oktober 1803 in Dresden, gestorben nach 1827).

## Auftrittsorte
Neben den Auftrittsorten Leipzig und Dresden sind folgende Auftrittsorte der Joseph Seconda’schen Truppe bekannt:
- Altenburg (1791–1794, 1797, eventuell auch 1795/96),
- Braunschweig (1799/1800),
- Ballenstedt (1796–1800),
- Bautzen (1786, 1790),
- Chemnitz (1787, 1789, 1795, eventuell auch 1788),
- Eilenburg (1787),
- Freiberg (1786, 1790–1792, eventuell auch 1789),
- Großenhain (1787),
- Köthen (1798)
- Lübben (1787, eventuell auch 1788)
- Naumburg (Saale) (1789–1792, eventuell auch 1787)
- Nordhausen (1793, eventuell auch 1794),
- Ronneburg (Thüringen) (1787/88, eventuell auch 1789),
- Zeitz (1790, eventuell auch 1789) und
- Zittau (1786)